# Groupe D des éliminatoires du Championnat d'Europe féminin de football 2022
 (juillet 2019).
Si vous disposez d'ouvrages ou d'articles de référence ou si vous connaissez des sites web de qualité traitant du thème abordé ici, merci de compléter l'article en donnant les références utiles à sa vérifiabilité et en les liant à la section « Notes et références ».
Navigation
Groupe C Groupe E
Cet article donne les résultats des matchs du groupe D des éliminatoires de l'Euro 2022. Le premier du groupe est directement qualifié pour l'Euro 2022. La deuxième équipe du groupe est qualifiée pour l'euro si elle fait partie des trois meilleurs deuxièmes, sinon, elle affrontera une autre équipe terminant deuxième via un tirage au sort en match aller-retour.

## Classement
| Rang | Équipe      | Pts | J | G | N | P | Bp | Bc | Diff |  | Résultats (▼ dom., ► ext.) |      |     |     |     |      |
| ---- | ----------- | --- | - | - | - | - | -- | -- | ---- |  | -------------------------- | ---- | --- | --- | --- | ---- |
| 1    | Espagne     | 22  | 8 | 7 | 1 | 0 | 48 | 1  | +47  |  | Espagne                    |      | 4-0 | 3-0 | 4-0 | 10-0 |
| 2    | Tchéquie    | 16  | 8 | 5 | 1 | 2 | 24 | 9  | +15  |  | Tchéquie                   | 1-5  |     | 0-0 | 3-0 | 7-0  |
| 3    | Pologne     | 14  | 8 | 4 | 2 | 2 | 16 | 5  | +11  |  | Pologne                    | 0-0  | 0-2 |     | 3-0 | 5-0  |
| 4    | Azerbaïdjan | 3   | 8 | 1 | 0 | 7 | 2  | 35 | -33  |  | Azerbaïdjan                | 0-13 | 0-4 | 0-5 |     | 1-0  |
| 5    | Moldavie    | 3   | 8 | 1 | 0 | 7 | 3  | 43 | -40  |  | Moldavie                   | 0-9  | 0-7 | 0-3 | 3-1 |      |

## Résultats et calendrier
| 1re journée        | Moldavie | 0-7   | Tchéquie |  |  |
| 30 aout 2019 18h00 |          | (0-2) |          |  |  |

| 4 octobre 2019 | Espagne | 4-0   | Azerbaïdjan |  |  |
| 20h00          |         | (2-0) |             |  |  |

| 3e journée           | Tchéquie | 1-5   | Espagne |  |  |
| 8 octobre 2019 19h00 |          | (0-4) |         |  |  |

| 4e journée            | Azerbaïdjan | 0-4   | Tchéquie |  |  |
| 7 novembre 2019 17h00 |             | (0-1) |          |  |  |

| 2e journée             | Moldavie | 3-1   | Azerbaïdjan |  |  |
| 10 novembre 2019 15h00 |          | (1-1) |             |  |  |

| 3e journée             | Pologne | 0-0   | Espagne |  |  |
| 12 novembre 2019 18h00 |         | (0-0) |         |  |  |

| 4e journée        | Pologne | 5-0   | Moldavie |  |  |
| 7 mars 2020 18h00 |         | (4-0) |          |  |  |

| 9e journée         | Azerbaïdjan | 0-5   | Pologne |  |  |
| 11 mars 2020 15h00 |             | (0-2) |         |  |  |

| 2e journée              | Tchéquie | 0-0   | Pologne |  |  |
| 18 septembre 2020 18h15 |          | (0-0) |         |  |  |

| 5e journée              | Moldavie | 0-9   | Espagne |  |  |
| 19 septembre 2020 19h00 |          | (0-6) |         |  |  |

| 22 septembre 2020 | Pologne | 0-2   | Tchéquie |  |  |
| 18h00             |         | (0-1) |          |  |  |

| 6e journée            | Pologne | 3-0   | Azerbaïdjan |  |  |
| 23 octobre 2020 17h00 |         | (2-0) |             |  |  |

| 7e journée            | Espagne | 4-0   | Tchéquie |  |  |
| 23 octobre 2020 21h00 |         | (3-0) |          |  |  |

| 27 octobre 2020 | Moldavie | 0-3   | Pologne |  |  |
| 14h00           |          | (0-2) |         |  |  |

| 5e journée            | Tchéquie | 3-0   | Azerbaïdjan |  |  |
| 27 octobre 2020 17h00 |          | (1-0) |             |  |  |

| 6e journée             | Espagne | 10-0  | Moldavie |  |  |
| 27 novembre 2020 21h00 |         | (6-0) |          |  |  |

| 1er décembre 2020 | Tchéquie | 7-0   | Moldavie |  |  |
| 15h00             |          | (6-0) |          |  |  |

| 8e journée            | Azerbaïdjan | 0-13  | Espagne |  |  |
| 18 février 2021 15h00 |             | (0-6) |         |  |  |

| 10e journée           | Azerbaïdjan | 1-0   | Moldavie |  |  |
| 23 février 2021 15h00 |             | (0-0) |          |  |  |

| 10e journée           | Espagne | 3-0   | Pologne |  |  |
| 23 février 2021 19h00 |         | (1-0) |         |  |  |